# 85. Honvédzászlóalj

Az 1848-1849-es forradalom- és szabadságharc honvéd zászlóaljainak legénységi állományát 1848 őszén toborzással állították ki. A 85. Honvédzászlóalj legénysége a háromszéki székely lakosságból került ki. Parancsnokuk Bem József altábornagy volt.

## Története
1849. március 11-én a Bem József altábornagy parancsnoksága alatt harcoló magyar erők bevették Nagyszebent, az osztrák és orosz csapatokat Brassó felé szorították. Bem a Szabó Nándor parancsnoksága alatt lévő háromszéki csapatokat a Tömösi-szoroshoz rendelte. Szabó március 21-én délelőtt 10 óra körül nyomult előre Felső-Tömös felé a parancsnoksága alatt lévő gyalogsággal és lovassággal. Az utóbbiak között az erdővidéki lovas csapat is ott volt. 
A győztes ütközet után jelentős mennyiségű hadizsákmány került a birtokába, köztük fegyverzet, ruházat, felszerelés és élelem. Ezt követően a 85. és 86. honvédzászlóaljak brassói hadosztály alárendeltségébe kerültek. A folyamatos határ menti orosz csapatmozgások következtében a Tömösi-szorosban állomásozó alakulatok állandó harckészültségben voltak. 1849. május közepén Brassóban és környékén elterjedt az a hír, hogy a kiűzött császári csapatok az oroszokkal együtt visszatérnek, így a határőrizetet Kiss ezredes megkettőzte. 1849. június 14-én Bem tábornok Brassóba látogatott, és megszemlélte a szorosokban elhelyezett alakulatokat, egyidejűleg elrendelte a fellegvár megerősítését. 
Emellett az oroszok a határ mentén rendszeres kémtevékenységet folytattak. A magyar csapatok készen várták az orosz támadást, amelyet hűen tükröznek a csapatok tisztjeinek Kossuth Lajos kormányzóhoz 1849. június 4-én intézett sorai: „A tömösi, ó-sánczi, bodzai szorosoknál őrködő háromszéki székely tábor tisztikarától folyó hó 4-ről következő férfias, s lelkesültséget bizonyító nyilatkozat érkezett az ország kormányzójához: (7819:K) Azon hírre, hogy az orosz hazánkba berontani szándékozik, a tömös, ó-sánczi és bodzai szorosok főparancsnoka egyikünk Szabó Nándor alezredes, még pünkösd 1-ső napján reggel táborba szállítá a rendelkezése alatt álló egész katonai erőt. Itt talált bennünket a 111. számú, keresztes háborút hirdető hivatalos „Közlöny”, az orosz hír valósulásán kívül, még azt is látom, hogy egyik beütési pontul éppen e környék van kitűzve. 
Fölszólítá szeretett alezredesünk egész tisztikarát, és az egész itt táborban fekvő vitéz székely sereget, ha készek vagyunk-e véle életünk, vérünk áldozattételé- vel biztosítani a vidéket a muszka beütés ellen? Uram, ön előre tudhatja adott feleletünket, de mi hazafi kötelességünknek ismerjük azt ismételve értésére adni. Táborunk nagy része a sz.tamási ostrom óta, Jelecsics, Windischgraetz, Simonits, Urbán, Puchner ellen az egész magyar hazát körülkerülve összesen 25 ütközetben küzdött férfias elszántsággal szabadságunkért: és mi most engednők magunkat a már dicsőségesen kivívott czélból gyávaságunk miatt elültetni? Most midőn, ha a muszka e vidéken betörhetne, legelőbb is öregapáink, magokra hagyott nőink, szeretett gyermekeink esnének e vad vandálok borzasztó martalékává, ősi hajlékunk égetetnék fel? Nem, uram legyen ön biztosítva, hogy a muszka e vidékre, csak holt tetemeinken törhet be.Június 1-jén a Prédiál tetőn hazánk szélső határinál tábori istentiszteletet tartánk, hol tábori lelkészünk Sükösd Sámuel buzdító beszéde után lélekből imádkozók el a számunkra is megjött országos könyörgést, minden kebel a haza és szabadság tiszteletére felszentelt templommá változott át. 
Alezredesünk ernyedetlen iparral fárad, a szükséges megerősíttetések készítésében  és mi készek vagyunk, közremunkálunk – örömmel tűrjük éjszakák, esős napok szigorait a szabad ég alatt, székely vitézeink folytonos zene és táncz között várják a megtámadás pillanatját, mely homlokunkra új babért tűzend. Kormányzó Úr! Mi űzők ki martiusban ép e szoroson a muszkákat, és mi leszünk ismét azok, kik e bérenczeket újból megszégyenítendjük. Számítson ön, kormányzó úr, s ön által a haza teljes bizalommal ránk. Tuzson János százados és a 86-ik honv. z. a. parancsnoka. Semsey Tamás tüzér százados és a háromszoros üteg parancsnoka. Mara Gábor őrnagy és a 85. honv. z. a. parancsnoka. Borbáth László lovas 1-ső kapitány. Szabó Nándor alezredes, a fenebbi szorosok parancsnoka az összes tisztikar nevében.” Természetesen voltak békésebb pillanatok is. Április 27-én a hadosztály tisztikara táncvigalmat tartott Brassóban, amelyen a helyi polgárság is részt vett. Az ország függetlenségének kimondását május 17-én a város piacterén katonai parádé mellett és ezt követően istentiszteleten ünnepelték meg. Május 22-én pedig a város összes templomában ünnepelték a trónfosztás kimondását, az eseményen a város szenátusa mellett a tisztikar is részt vett.
A települést az eseményre való tekintettel kivilágították. 1849. június 19-20-án a túlerőben lévő orosz csapatok Alekszandr Nyikolajevics Lüders, orosz gyalogsági tábornok vezetésével áttörtek a Tömösi-szoroson, szétverték a brassói hadosztályt, majd rövidesen elfoglalták a várost. Székely Gergely honvédtiszt így emlékezett a tömösi orosz támadásról: „Mikor a muszkák csatarendbe sorakoztak Szabó Nándor alezredes azzal vett búcsút Kis ezredestől, hogy most az ő feladata következik. Szabó tehát a zászlóalja élére állott…” Az ütközetben hősi halált halt Kiss Sándor ezredes, hadosztályparancsnok, a brassói fellegvár őrsége pedig rövid ellenállás után kapitulált. 
A hadosztály maradványai Szabó Nándor alezredes és Daczó Zsigmond őrnagy vezetésével Erdővidék felé vonultak vissza, majd Nagyajtán keresztül Oklándra érkeztek. Ezt követően a 85. és 86. honvédzászlóaljak a székelyföldi hadosztály harcaiban vettek részt. A július 2-án Kökös és Uzon között vívott harcokban Mara Gábor őrnagy, zászlóaljparancsnok halálos sebet kapott, így az alakulat vezetését Kiss Antal őrnagy vette át. A sepsiszentgyörgyi ütközet (1849. július 23.) és Háromszék feladása után a zászlóalj a hadosztállyal vonult vissza Kolozsvár felé, maradványai a fegyvert Zsibónál tették le.

### Mara Gábor őrnagy
Felsőszálláspatak, Hunyad m., 1829. M. József földbirtokos, aranyosszéki főkirálybíró és Török Karolina fia. Magyar, ref. 1843- hadfi (három éves katonaiskolára kerül), 1848. ápr. 1- alhadnagy a 15. (háromszéki) határőrezredben. Nőtlen.
Augusztustól ezrede mozgósított 1. zászlóaljával a szerb felkelők, szeptember végétől Jellačić ellen harcol. Októberben alakulatával csatlakozik a honvédsereghez és főhadnagy lesz. Decembertől Bem seregében szolgálnak. 1849. febr. 3 (jan. 23)- százados zászlóaljánál, majd a 15/III. határőrezredben. Jún. 15. Bem alakulatának (akkor már 85. honvédzászlóalj) őrnagy-parancsnokává nevezi ki. Részt vesz a tömösi szoros védelmében (jún. 19-20.). Júl. 2. halálos sebet kap a Kökös és Uzon között vívott csatában.

#### Mara család (Felső-szálláspataki)

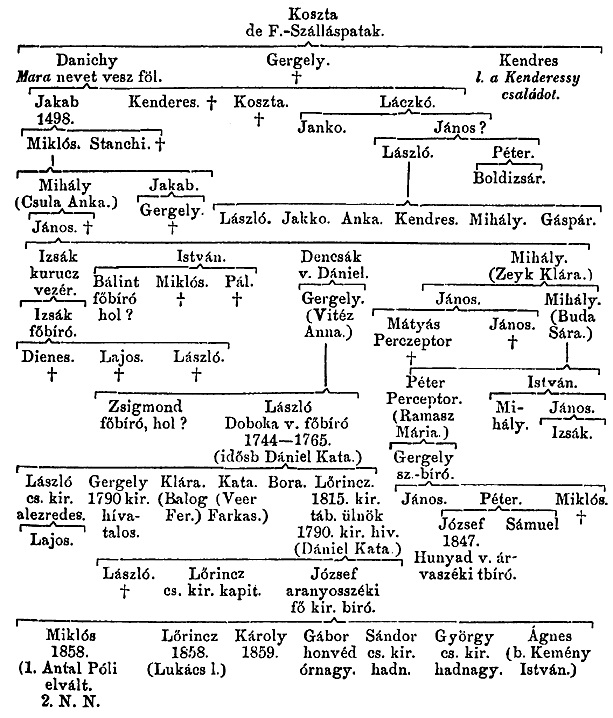
Mara Családfa

Erdélyben Hunyad vármegye egyik legrégiebb családa. Közös eredetű a f.-szálláspataki Kenderessy családdal, és mint e munka VI. köt. 196. lapján látható,– a Mara család, Koszta fiától Danichy-tól származtatik. A családtól, de évszámot és okadatolás nélkül beküldött nemzékrend következőleg terjeszti elé a leszármazást.
Koszta de F.-Szálláspatak.; Danichy Mara nevet vesz föl.; Gergely. †; Kendres l. a Kenderessy családot.; Jakab 1498.; Kenderes. †; Koszta. †; Láczkó.; Miklós.; Stanchi. †; Janko.; János?; László.; Péter.; Boldizsár.; Mihály (Csula Anka.); Jakab.; János. †; Gergely. †; László.; Jakko.; Anka.; Kendres.; Mihály.; Gáspár.; Izsák kurucz vezér.; István.; Doncsák v. Dániel.; Mihály. (Zeyk Klára.); Bálint főbíró hol?; Miklós. †; Pál. †; Gergely. (Vitéz Anna.); János.; Mihály. (Buda Sára.); Izsák főbíró.; Mátyás Perczeptor †; János. †; Dienes. †; Lajos. †; László. †; Zsigmond főbíró, hol?; László Doboka v. főbíró 1744–1765. (idősb. Dániel Kata.); Péter Perceptor. (Ramasz Mária.); István.; Mihály.; János.; Izsák.; Gergely sz.-bíró.; László cs. kir. alezredes.; Gergely 1790. kir. hivatalos.; Klára. (Balog Fer.); Kata. (Veer Farkas.); Bora.; Lőrincz. 1815. kir. táb. ülnök 1790. kir. hív. (Dániel Kata.); János.; Péter.; Miklós. †; József 1847. Hunyad. v. árvaszéki tbíró.; Sámuel; Lajos.; László. †; Lőrincz cs. kir. kapit.; József aranyosszéki fő kir. bíró.; Miklós 1858. (1. Antal Póli elvált. 2. N. N.; Lőrincz 1858. (Lukács l.); Károly 1859.; Gábor honvéd őrnagy.; Sándor cs. kir. hadn.; György cs. kir. hadnagy.; Ágnes (b. Kemény István.).A következőket nem tudjuk a táblázaton kimutatni: Miklós 1771-ben Hunyad megye számfölötti táblabírája.
Mara Klára 1760-ban Palatkai Lászlóné. M. Kata Toldy Sámuelné, M. Mária, Makray Domokosné, él özvegyen; – M. Zsuzsánna Miske Sámuelnő mh. 1821. előtt. M. Róza él, 1-ször b. Bánffy Ferenczné, 2-or Fejér Imréné.
A család – mint íratik – 1453-ban László királytól Prágában kelt új adomány által erősitetik meg Hunyad megyei hátszegi kerületben fekvő birtokaiban, Alsó-Magyarországban a törökök ellen viselt hadi érdemeik jutalmául.
A család még Zsigmond király korában csak a F.-szálláspataki névvel él, röviddel utóbb veszi fel a Mara nevezetet; az előbbi név előnevűl maradván. Okmányaikat a kuruczvilágban Izsák kurucz vezér korában a f.-szálláspataki kastélynak feldulásával írják elvesztetteknek; hasonló sors érte – ugymond – a fennmaradtakat az 1848/9-ki forradalom idejében Mara József székely-földvári birtoka kirablásával.
A család egyik ága Doboka várm. viselt hivatalokat, a másik ősi fészkében Hunyad megyében. Legtöbben a hadi pályán szolgáltak.
Czímerük a paizs udvarában koronán könyöklő és kivont kardot tartó kart visel a család, – a paizs fölött korona nyugszik, két oldalról pedig a paizst két ágaskodó oroszlán első lábával fogja.

## Gál Sándor ezredes létszámkimutatása
(Csíkszereda, 1849. június 8.)
– 85. honvédzászlóalj. Ideiglenes parancsnok Kiss Antal százados.
| Század    | Állomáshely | Létszám |
| --------- | ----------- | ------- |
| 1.        | Taplicza    | 137     |
| 2.        | Taplicza    | 136     |
| 3.        | Taplicza    | 137     |
| 4.        | Taplicza    | 137     |
| 5.        | Taplicza    | 136     |
| 6.        | Taplicza    | 137     |
| Összesen: | -           | 820     |

Fegyver: 400 gyutacsos, 200 kovás szuronyos, 220 vadász.

## A  85. honvédzászlóalj  hagyományőrzői
A  Csapat 2014-ben jött létre, a Székely Virtus Hagyományőrző Egyesület  85. Honvédtüzér Zászlóalj  néven. Az idők során készült 3 ágyú, 10 puska 2 röppentyű a csapat számára !
Az egyesület a Magyar Huszár és Katonai Hagyományőrző Szövetség  tagja.
Facebook profil : 85. honvédzászlóalj

## 85. honvédzászlóalj zászlaja
Benkö Rafaelné, született dálnoki Lázár Rozália. Apja Lázár Dávid, 40 éven át, 1848 nyaráig kézdiszéki királybíró. 
Testvére Lázár Mihály volt honvéd századossal (később Háromszék, a hét székely város főispánja, majd országgyűlési képviselő, a Rikánbelőli reformátusok főgondnoka stb.). 
Lánytestvérei közül Klára Teleki Mihály cs. kir. őrnagy, Honoráta Ernest Kulitska cs. kir főhadnagy, Veronika, szemerjai Bora Sámuel felesége volt. 
Férje, nemes altorjai Benkő János és Bara Mária fia, Benkő Raffael cs. kir. százados, árkosi és sepsizoltáni birtokos. 
Ö építette szüleivel a sepsizoltáni kúriát, ahol egy ideig Váradi rejtekhelye volt. Már 1846-ban özvegy lett.
Ö hímezte a 85. honvédzászlóalj zászlóját, melynek zászlóanyja volt. Márkosfalvi Kocsis Gábor mentette meg a fegyverletételkor, ma Budapesten a Hadtörténeti Múzeumban őrzik.